# Tramlijn Leiden - Katwijk
De tramlijn Leiden - Katwijk was een normaalsporige tramlijn in Zuid-Holland en werd geopend op 4 juni 1881. De lijn was eigendom van de Rijnlandsche Stoomtramweg-Maatschappij te Den Haag en kwam op 1 juni 1883 in exploitatie bij de HSM, die deze lijn als stoomtramlijn verder exploiteerde met het van de RSTM afkomstige materieel.
Op het lijngedeelte Leiden - Oegstgeest had de RSTM, later de HSM, medegebruik van de NZHSTM-lijn Leiden - Haarlem. Op 1 juli 1909 werd de lijn overgedragen aan de NZH, die met het HSM-materieel verder reed. De NZH elektrificeerde de lijn en stelde op 1 juni 1911 in dienst als de elektrische tramlijn Leiden - Katwijk. De baanlengte van de hele lijn Leiden - Katwijk was 9,0 km. De lijn werd opgeheven op 7 oktober 1960.
Voor deze lijn werd een remise/werkplaats in gebruik genomen in Rijnsburg. In Katwijk aan den Rijn kwam een raccordement naar de groenteveiling. In de jaren 20 werd de kustlijn gedeeltelijk dubbelsporig gemaakt. Het traject van Leiden tot de splitsing in Rijnsburg werd geheel aangelegd in dubbelspoor, de rest van de lijn bestond uit een afwisseling van korte enkel- en dubbelsporige trajecten. In 1934 werd in Oegstgeest Leidsebuurt een grote bottleneck opgeheven. Vanaf dat jaar reden alle trams over de Geversstraat. Tot dan toe hadden de wagens richting Leiden door de zeer krappe Schoolstraat en Deutzstraat gereden. In 1951 werd ook in Rijnsburg de route rechtgetrokken. In de kern van Katwijk aan den Rijn bleef de tram rijden via een kruip-door-sluip-doortraject, de Kerkstraat was deels zó krap dat één tram op enkelspoor er maar nét doorheen paste hierdoor gold de maximumsnelheid die in de stoomtijd had gegolden in de bebouwde kom: 5 km/uur.

## Route
Leiden Station - Oegstgeest Leidse Buurt - Rijnsburg Splitsing - Katwijk aan den Rijn - Katwijk aan Zee (Boulevard / Tramstraat). 

## Stoomtijdperk (1881-1911)

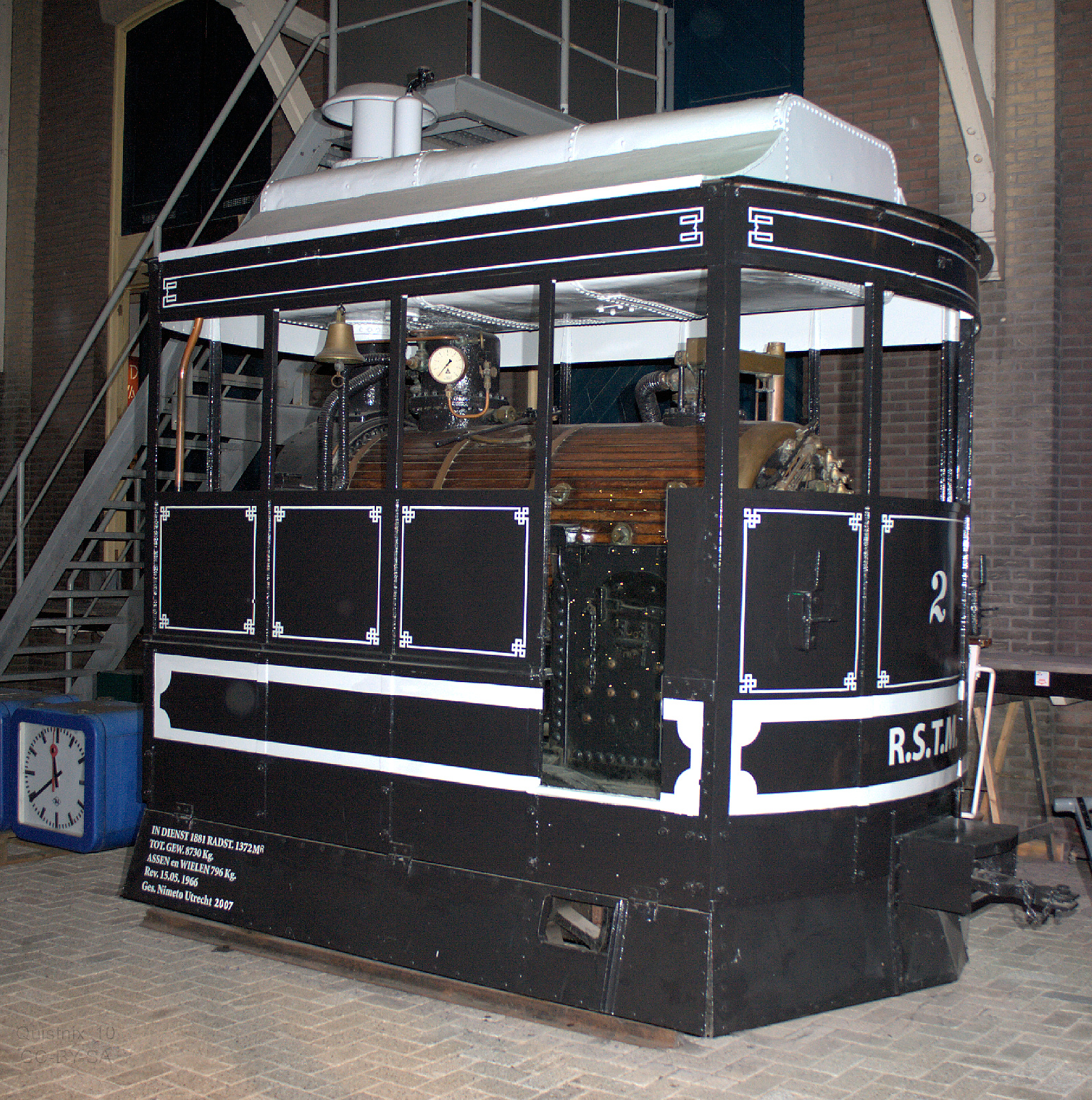
Locomotief RSTM 2 in het Nederlands Spoorwegmuseum.

Op 2 november 1880 werden de statuten van de Rijnlandsche Stoomtramweg-Maatschappij (RSTM) goedgekeurd en startte deze met een lokaaldienst tussen de Katwijkse Boulevard en Rijnsburg Splitsing. Op 4 juni 1881 opende de RSTM de verbinding Leiden Station - Katwijk Boulevard. Tot aan de Leidsebuurt gebruikte de RSTM het spoor van de kort daarvoor geopende tramlijn Haarlem - Leiden van de NZHSTM, tussen Oegstgeest en Rijnsburg werd in korte tijd nieuw spoor gelegd. De baan van de RSTM was enkelsporig uitgevoerd met enkele wisselplaatsen. Reeds in 1883 werd de lijn overgenomen door HSM.
In die jaren werden veel stoomtramlijnen naar badplaatsen aangelegd, om in te spelen op het opkomend toerisme. De lijn Leiden - Katwijk moest het in de beginperiode vooral van dit strandvervoer hebben; de streek ten noordwesten van Leiden was indertijd relatief dunbevolkt. De strenge winter van 1890/'91 gaf een impuls aan het goederenvervoer; vrachtvervoer per boot kwam stil te liggen na het dichtvriezen van alle waterwegen.
De kustlijn werd gereden met Merryweather-locomotieven, gevolgd door bijwagens van het fabricaat Allan. In de zomerdienst werd tot op de boulevard gereden. Daar had de tram echter veel last van opstuivend zand, dat ontsporingen veroorzaakte. In 1900 werden de boulevardtrajecten om die reden geschrapt.

### Materieel
Van het oorspronkelijke stoomtrammaterieel van deze lijn is loc HSM 216 als RSTM 2 (bouwjaar 1881) bewaard gebleven. Deze is vanaf 1966 tentoongesteld geweest in het Nederlands Spoorwegmuseum te Utrecht. In 2017 is de loc door het Spoorwegmuseum in bruikleen gegeven aan de Museumstoomtram Hoorn-Medemblik. Aldaar is de loc als statisch museumstuk (waardoor zo veel mogelijk in originele staat) opgenomen in de expositie Stoomtram negentiende eeuw. Deze is ondergebracht op spoor L3 in de werkplaats van de museumstoomtram, gevestigd in de vroegere NS-motorwagenloods op het emplacement van station Hoorn.

## Elektrificatie 1909-1912
In 1909 werd het eigendom van de lijn overgedragen aan de NZHTM, die vanaf 1 juni 1911 ook de exploitatie zou verzorgen. Op instigatie van NZHTM-directeur ir. W.J. Burgersdijk, een groot voorvechter van tramvervoer, werd de lijn geëlektrificeerd. Op 17 oktober 1911 reed de eerste elektrische tram naar Katwijk. De stoomlocomotieven deden verder dienst op de tramlijn Leiden - Haarlem.

## Elektrische tractie (1911-1960)

### Materieel
Voor de nieuwe elektrische tramlijn werden 10 twee-assige motorwagens en 12 bijwagens besteld (de serie A101/B101). Deze crèmekleurige wagens konden een snelheid bereiken van 55 km/uur. In 1918 ontwikkelde de NZHTM de serie (A201/B201), maar deze kwam nooit verder dan twee prototypes. Bij de overname door NZH in 1924 kwamen de befaamde blauwe Boedapesters op de baan (serie A401/B401). In 1949 werd het oudste materieel vervangen door de Tweelingstellen (serie A601) die na opheffing van de lijn Leiden - Haarlem beschikbaar waren gekomen.

#### Motorwagens A101 - A110 (A1 - A10)

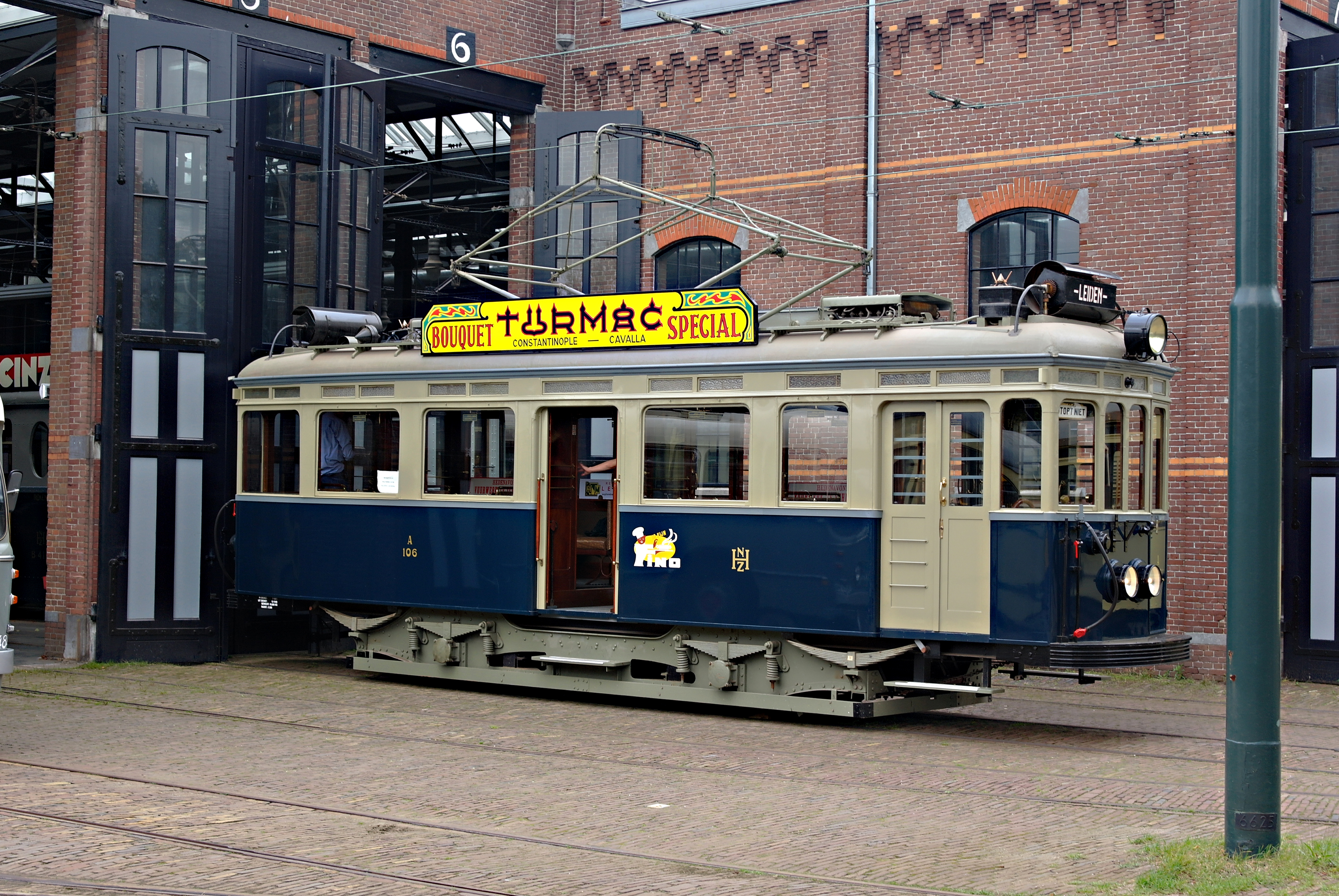
Museumtram NZH A106 van de Tramweg-Stichting.

Deze tweeassige trams met een middeninstap zijn in 1910 door de Duitse wagonfabriek Uerdingen gebouwd en waren bestemd voor de interlokale lijnen van Leiden naar Katwijk en Noordwijk. Ze waren zeer krachtig, 2 motoren van 80pk, en konden daardoor makkelijk 2 aanhangwagens uit de serie B1(01) trekken. Direct na indienststelling traden nogal wat ongemakken op. Op hoge snelheid (40–50 km/uur) schommelden ze erg en remmen was problematisch door het ontbreken van een luchtpomp. De wagens hadden 2 passagierscompartimenten die verschillend waren ingericht: een rookcoupé met 11 zitplaatsen en een niet roken-afdeling met 14 zitplaatsen. Alle zitplaatsen waren met rattan bekleed. Voor die tijd modern was de volledige afscheiding van de bestuurder van het passagiersgedeelte. Eén bestuurdersdeel was groter, over de gehele breedte van de wagen, en daar kon tevens bagage worden vervoerd. De kleinste bestuurdersruimte bevond zich aan de niet roken-kant van de wagen. De bestuurder had aan beide kanten een eigen deur. De middeninstap was wat lager gebouwd en daar bevonden zich tevens staanplaatsen. Deze trams hadden vanaf het begin een schaarbeugel als stroomafnemer en reden onder 1200 volt. De kleurstelling was bij aflevering geel met crème. In februari 1918 werd een nieuwe nummering van motor- en aanhangwagens van kracht en kreeg deze serie de nummers A101 - A110.
In 1934 werden de A101 en de B111 van een drieassig onderstel voorzien in een poging de rijkwaliteiten te verbeteren. Omdat er geen grote verschillen optraden zijn de andere motor- en bijwagens niet van nieuwe onderstellen voorzien. De A103 brandde in augustus 1924 uit en werd gesloopt. De A110 ging in 1938 uit de reizigersdienst en werd personeelswagen. De A105 werd in 1939 gesloopt na een frontale botsing in 1938. De overige wagens vervoerden in de Tweede Wereldoorlog enorme aantallen passagiers en werden tussen 1947 en 1949 afgevoerd. De A106 werd in 1949 naar Nieuwkoop overgebracht en deed daar dienst als noodwoning. Op 9 april 1983 is deze wagen aan de Tramweg-Stichting overgedragen en werd gerestaureerd in het TS-depot in Scheveningen. In augustus 2015 reed deze museumtram voor het eerst met passagiers op het tijdelijk aangelegde tramspoor door de Rijnstraat te Katwijk aan den Rijn.

#### Bijwagens B101 - B112 (B1 - B12)
Deze bijwagens waren bedoeld voor dienst achter de motorwagens A1 - A10 en zijn ook door Uerdingen gebouwd. Deze tweeassige aanhangwagens hadden dezelfde bouw als hun motorwagens. Vanzelfsprekend ontbraken de stuurstanden; er was plaats voor 32 zittende passagiers. Deze wagens hadden geen bagageruimte. In februari 1918 zijn zij omgenummerd in B101 - B112. In 1919 zijn de B101 - B106 door Beijnes in Haarlem met 3 meter verlengd en werden op twee tweeassige draaistellen, overgenomen van de E.S.M., geplaatst. Het slingeren van de rijtuigen bij hoge snelheden was door de verbouwing voorbij. De hoeveelheid staanplaatsen steeg, door de veel grotere middenbalkons, van 32 tot 48. De B107 - B112 werden niet verbouwd. Al deze bijwagens zijn in 1948/'49 buiten dienst gesteld en gesloopt op rijtuig B108 na. Ook deze wagen was eerst noodwoning en werd in 1980 aan de Tramweg-Stichting overgedragen om te worden gerestaureerd.

### Dienstregeling

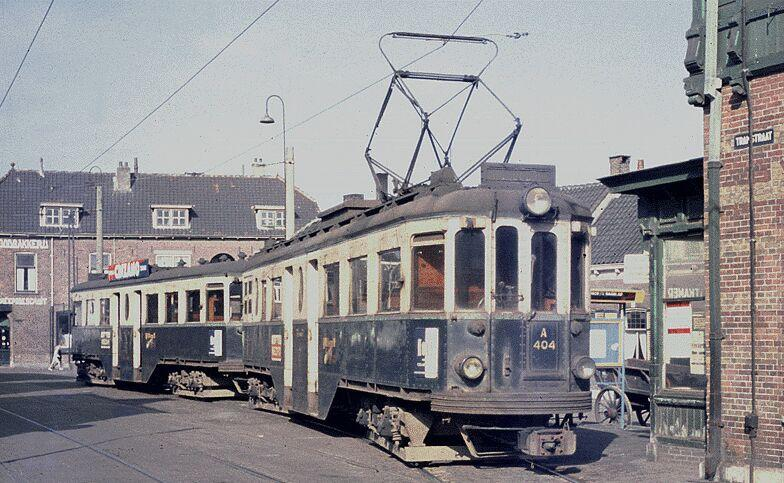
'Boedapester' tramstel met motorwagen A404 voor het tramstation te Katwijk, omstreeks 1960.

In de meeste dienstregelingen die tussen 1911 en 1960 verschenen zijn, reed vanuit Leiden elk halfuur een tram naar Katwijk en elk halfuur een naar Noordwijk, met een kwartierdienst op het gemeenschappelijke traject tot aan Rijnsburg Splitsing. Vanaf 1932 werden vaak doorgaande verbindingen Katwijk - Den Haag en/of Noordwijk - Den Haag geboden, via de tramlijn Leiden - Den Haag. Daardoor ontstond een rechtstreekse verbinding van de kust met de binnenstad van Leiden. Doordat de kwartierdienst op de kustlijn niet spoorde met de 20-minutendienst op de lijn naar Den Haag, moesten deze doorgaande trams vaak lang stationnement houden op het Stationsplein.
Een rit van Leiden naar Katwijk aan Zee duurde ca. 30 minuten.

### Haltes
De trams stopten aan de volgende haltes:
- Leiden: Stationsplein - Academisch ziekenhuis - Posthof - Tuinlust.
- Oegstgeest: Warmonderweg - Endegeest (Leidsestraatweg / De Kempenaerstraat) - Leidse Buurt - Buitenlust (Rijnzichtweg, v/h Groene Steeg).
- Rijnsburg: Splitsing - Dorp / Wissel - Sandtlaan.
- Katwijk: Veiling / Molentuinweg - Katwijk a/d Rijn Dorp (Rijnstraat) - Cleynduin - Raadhuis (Tol) - Duinoord (Zeeweg) - Tramstraat (Noordeinde, Politiepost) - Tramstation (Tramstraat / Koningin Wilhelminastraat / Havenstraat).

## Opheffing
De lijn ontkwam niet aan het lot van vrijwel alle streektramlijnen: opheffing. Op 7 oktober 1960 reed de kusttram voor het laatst. Oorspronkelijk zou de opheffing op 8 oktober plaatsvinden, maar werd in het geheim een dag naar voren gehaald, omdat men vreesde, gezien de eerdere rumoerige opheffing van de lijn naar Zandvoort, voor rellen en vandalisme van souvenirjagers.
De trambaan werd opgebroken, met uitzondering van het traject Leiden - Rijnsburg Remise, dat nog 13 maanden in stand bleef voor de enig overgebleven lijn van de Blauwe Tram: Leiden - Den Haag.
De lijn werd vervangen door NZH-bus 41. In 2025 rijdt Qbuzz in grote lijnen de oude tramroute naar Katwijk.  De enige herinnering onderweg is de Tramstraat in Katwijk.

## RijnGouweLijn
Bij de provincie Zuid-Holland hebben lange tijd plannen bestaan voor de hoogwaardige openbaar-vervoerverbinding RijnGouweLijn (RGL) naar de kust. De RGL-West voorzag oorspronkelijk in een nieuwe tramverbinding van Leiden met Katwijk en Noordwijk, die in 2015 in gebruik zou worden genomen. De route zou niet meer voeren via Rijnsburg, maar via de te realiseren nieuwbouwwijk op het terrein van het voormalige Vliegkamp Valkenburg. De splitsing van de Katwijkse en Noordwijkse tak van de lijn zou komen te liggen nabij het Raadhuis van Katwijk. De Katwijkse tak zou zijn eindpunt krijgen in de Tramstraat, de Noordwijkse mogelijk op het Palaceplein; in beide plaatsen niet ver van dat van de Blauwe Tram.
Niet iedereen was ingenomen met de comeback van de tram in de kuststreek. De tram was in 2010 inzet van een oplopend bestuurlijk conflict tussen de gemeente Leiden en de provincie. Ook in Katwijk en Noordwijk bestond veel verzet tegen de beoogde opvolger van de Blauwe Tram. De bezwaren spitsten zich toe op wat ook een bezwaar was van de tram die een halve eeuw eerder werd opgeheven: moeilijke inpassing in krappe en drukke dorpskernen.
In 2011 besloot het nieuw aangetreden provinciebestuur de RGL-West voorlopig uit te voeren als busbaan van Leiden Centraal naar Katwijk en Noordwijk, met mogelijkheden tot latere 'vertramming'. In 2012 werd het plan voor een tramverbinding naar de kust "definitief" verlaten. In 2021 is er toch weer een plan voor een tramverbinding tussen Leiden en de kust.

## Blauwe Tram een week terug in Katwijk

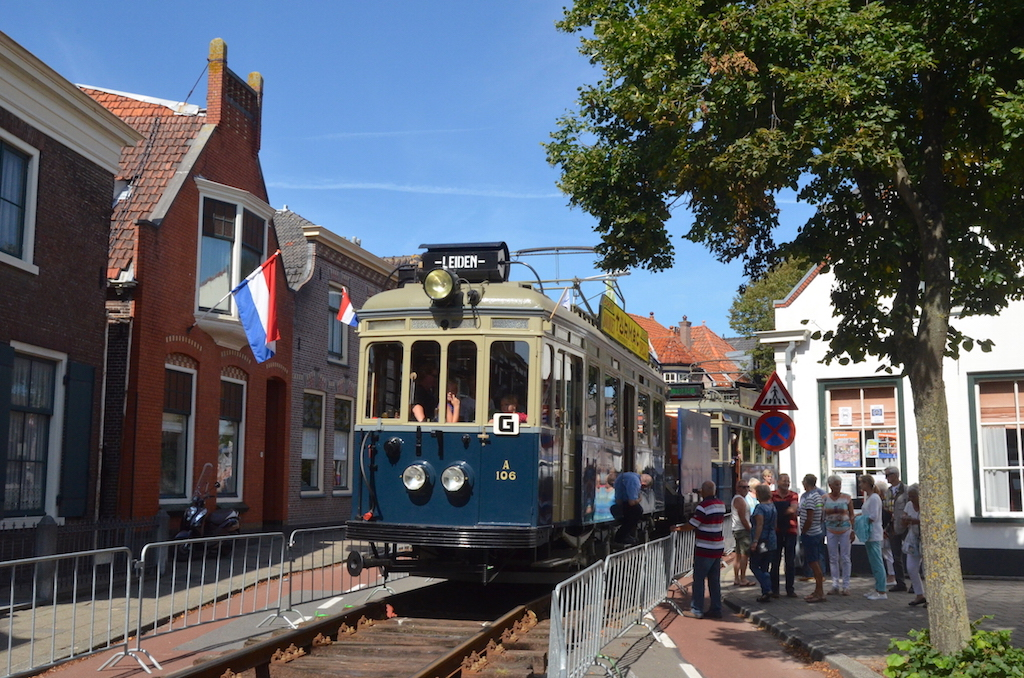
NZH-motorwagens A 106 en A 327 in de Rijnstraat te Katwijk rijden een pendeldienst op een tijdelijk tramspoor; 29 augustus 2015.

In de laatste week van augustus 2015 keerde de Blauwe Tram voor een week terug in Katwijk aan den Rijn. Door de Oranjevereniging van Katwijk aan den Rijn, samen met de Tramweg-Stichting en de Stichting Historisch Genootschap de Blauwe Tram, werd een 400 meter lang spoor door de Rijnstraat gelegd. Hierop werd van 24 t/m 29 augustus een pendeldienst gereden met de NZH-motorwagens A 106 en A 327. Omdat er geen bovenleiding was reed tussen de beide wagens een generatorwagen mee die zorgde voor de stroomvoorziening.